# Семішева Надія Іванівна
Надія Іванівна Семішева (до шлюбу Розгон, нар. 15 листопада 1952, Тальне, Черкаська область, Українська РСР) — українська радянська веслувальниця, срібна призерка Літніх Олімпійських ігор 1976.

## Життєпис
Народилася 15 листопада 1952 у місті Тальне, Черкаська область.
Активно займатися академічним веслуванням початку в ранньому дитинстві, полягала в київському добровільному спортивному товаристві «Динамо».
Першого серйозного успіху добилася в 1975, ставши чемпіонкою СРСР в розпашних вісімках з рульовою. Рік по тому повторила це досягнення. Завдяки низці вдалих виступів потрапила в основний склад радянської національної збірної і удостоїлася права захищати честь країни на літніх Олімпійських іграх в Монреалі — в складі розпашного восьмимісцевого екіпажу, куди також увійшли веслярки Ольга Гузенко, Надія Рощина, Клавдія Коженкова, Любов Талалаєва, Ольга Байталюк, Неллі Тараканова, Олена Пересєкіна та рульова Ольга Пуговська, завоювала медаль срібного гідності, поступившись у фіналі лише команді з Німецької Демократичної Республіки.
Закінчила Київський державний інститут фізичної культури. Такоє отримала середньо-спеціальну медичну освіту.
Нині разом з родиною проживає в Києві.

## Виступи на Олімпійських іграх
| Олімпіада     | Дисципліна | Місце |
| ------------- | ---------- | ----- |
| Монреаль 1976 | вісімки    | 2     |